# Étienne III (pape)
Ce pape est parfois appelé Étienne IV. Il existe un problème de numérotation des papes Étienne, expliqué à l'article Étienne (pape éphémère)
Pour les articles homonymes, voir Étienne et Étienne III.
Étienne III, né en Sicile vers 720, est pape du 1er août 768 jusqu'à sa mort le 24 janvier 772. Élu contre les antipapes Constantin II, candidat de la noblesse, et Philippe, candidat des Lombards, il réunit un concile à Rome en 769, qui réglementa l'élection pontificale en s'opposant à l'ingérence des laïcs et des non Romains. Ce concile annula les actes de l'empereur byzantin Constantin II et condamna les iconoclastes.